# 毛垛兜跳蛛
毛垛兜跳蛛（学名：Ptocasius strupifer）为跳蛛科兜跳蛛属的动物。分布于越南以及中国大陆的湖南、福建、广西、云南、香港等地。